# 향적산 (충남)
향적산(香積山)은 충청남도 계룡시 엄사면 향한리와 논산시 상월면 대명리의 경계에 위치한 한국의 화강암 산이다. 산 정상에는 대전방송과 국방FM의 중계소가 있다.

## 개요
계룡산에서 뻗어나온 산릉(山稜)으로서 쥐라기의 대보 화강암(大寶花崗岩)을 암맥 형태로 관입한 백악기의 문상반암(文象斑岩, granophyre)과 각종 암맥류와 석영맥 등의 반심성암체로 이루어진 험준한 암석 산지이다. 명칭은 이곳에서 공부하고 도를 깨우치기 위하여 용맹정진하는 사람들의 땀의 향기가 쌓였다는 데서 유래되었다고도 하고, 계룡산의 향기가 가장 짙게 배인 산이라는 데서 유래하였다고도 하는데 정확한것은 알 수 없다.
주봉우리인 해발 574m의 국사봉은 조선을 창건한 태조 이성계가 신도안을 도읍으로 정하기 위하여 이곳에 올라가 국사(國事)를 논하였다는 데서 유래한 이름이다. 계룡산을 향하여 서쪽으로 연천봉 능선이, 동쪽으로는 천황봉 능선이 뻗어 장관을 이루며, 계룡산을 조망하기 가장 좋은 등산 코스로 꼽힌다. 서쪽 사면에 계룡산 남부 능선에서 발원한 주천과 세천 그리고 대촌천 등의 지류들이 합류하여 대명분지를 형성한다.

## 방송 송신 시설
| 디지털TV  |                |           |                      |       |                                  |
| 가상채널  | 방송국명       | 호출부호  | 물리채널             | 출력  | 가시청권                         |
| CH 6-1    | TJB 대전방송TV | HLDF-DTV  | CH 43                | 90W   | 논산, 계룡, 공주 일부, 부여 일부 |
| CH 11-1   | 대전MBC TV     | HLCQ-DTV  | CH 47                | 90W   | 논산, 계룡, 공주 일부, 부여 일부 |
| FM라디오  |                |           |                      |       |                                  |
| 주파수    | 방송국명       | 호출부호  |                      | 출력  | 가시청권                         |
| 100.1MHz  | KFN국군방송    | HLSF-FM   |                      | 0.2㎾ | 논산, 계룡, 공주 일부            |
| 지상파DMB |                |           |                      |       |                                  |
| 앙상블명  | 방송국명       | 호출부호  | 채널(주파수)         | 출력  | 가시청권                         |
| TJB u     | TJB-SBSu       | HLDF-TDMB | CH 11-C (202.736MHz) | 90W   | 논산, 계룡, 공주 일부, 부여 일부 |
| TJB u     | CJB-mYTN       | HLDF-TDMB | CH 11-C (202.736MHz) | 90W   | 논산, 계룡, 공주 일부, 부여 일부 |